# Wilhelm Bergman
För lättmetallexperten, se Wilhelm Dan Bergman (1882–1966).
Emanuel Wilhelm Bergman, född 21 maj 1836 i Stockholm, död där 30 september 1897, var en svensk arkivarie. Han var bror till Carl Henrik Bergman.
Wilhelm Bergman var son till grosshandlaren och skeppsredaren Johan Bergman Olson och Henrica Deutsch. Han blev student vid Uppsala universitet 1856 och avlade kansliexamen 1861. Därefter var han sysselsatt med jordbruk på familjens egendom Björkfors i Nederkalix socken men bytte sedan yrkesbana. År 1866 blev han extra ordinarie amanuens i Riksarkivet, 1874 andre amanuens, 1877 amanuens samt 1885 arkivarie och tillika Riksarkivets räkenskapsförare. Bergman utgav flera förteckningar över handlingar i Riksarkivet och lämnade flera bidrag till svensk historia och kyrkohistoria, särskilt Finlands, Lapplands och Norrbottens.
Bergman blev 1876 ledamot av Kungliga Samfundet för utgivande av handskrifter rörande Skandinaviens historia. Han kreerades till filosofie hedersdoktor vid Helsingfors universitet 1897. Han blev riddare av Nordstjärneorden 1891.
Bergman gifte sig 1862 med Angélique Peyron, som var dotter till grosshandlaren och generalkonsuln Karl Adam Peyron. I äktenskapet föddes sönerna lektor Ernst Bergman och läkaren Elof Bergman. Den senare blev far till Eva Bergman. Han är gravsatt på Norra begravningsplatsen utanför Stockholm.